# Vinca
|  | Aquest article tracta sobre la planta. Vegeu-ne altres significats a «Vinca (color)». |

Vinca és un gènere de plantes amb flor dins la família de les apocinàcies. És originari d'Europa, d'Àfrica del nord-oest i del sud-oest d'Àsia. Se'n compten cinc espècies, tres de les quals es troben als Països Catalans.
Les espècies del gènere Vinca són herbàcies, arbustives o subarbustives. Normalment, creixen aplicades a terra i les tiges espontàniament s'enterren i fan arrels. Les fulles tenen una disposició oposada, són simples i, excepte en l'espècie Vinca herbacea, perennes.
Floreixen durant bona part de l'any. Fan unes flors violeta o blanques amb els pètals soldats a la base formant un tub. Les flors són actinomorfes (o sigui, tenen simetria radial), però els pètals són asimètrics, de manera que la flor vista de dalt ofereix un curiós aspecte d'hèlix o molinet. El fruit és un grup de fol·licles dehiscents, és a dir, que s'obren espontàniament per deixar caure les llavors.
Les espècies més corrents en bona part d'Europa central i occidental són Vinca major i Vinca minor, però als Països Catalans és més freqüent i més estesa la vincapervinca (Vinca difformis). De vegades, s'usen en jardineria tot i que tenen tendència a envair el territori i no deixar créixer altres plantes (les tres espècies es poden trobar també subespontànies a les zones on es conreen).
Com altres espècies de la família de les apocinàcies, les espècies de Vinca són verinoses o medicinals segons la dosi.

## Espècies autòctones dels Països Catalans

### Vinca difformis
- Vinca difformis, vincapervinca o viola de bruixa. Distribuïda per tota la Mediterrània occidental.[1] Tot i no ser gaire comuna, és la més freqüent de les tres espècies autòctones i, a les Illes, l'única que s'hi troba espontàniament. Es fa a les vores de rius i a les seves proximitats i de vegades entremig de bardisses, fins a 1.000 m d'altura. Se'n troba per tot el territori i rareja només a l'interior de Catalunya.[2][3]

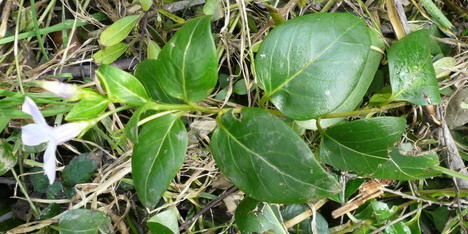
Les fulles de la vincapervinca tenen la base arrodonida o fins i tot una mica cordada (en forma de cor), semblantment a la Vinca major i a diferència de la Vinca minor, si bé a l'extrem superior de la planta les fulles són més petites i poden tenir la base apuntada
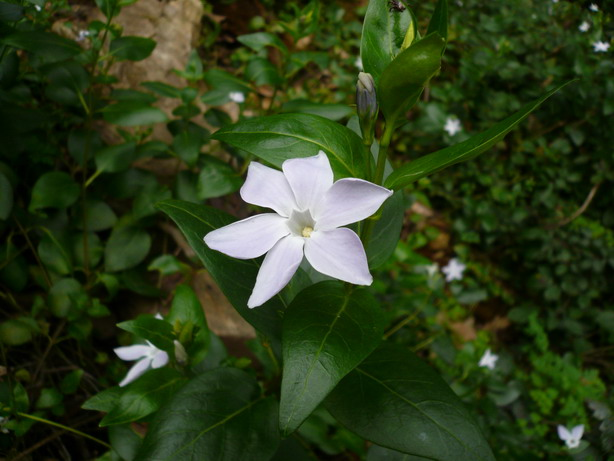
Flors de la vincapervinca a finals de febrer a Collserola
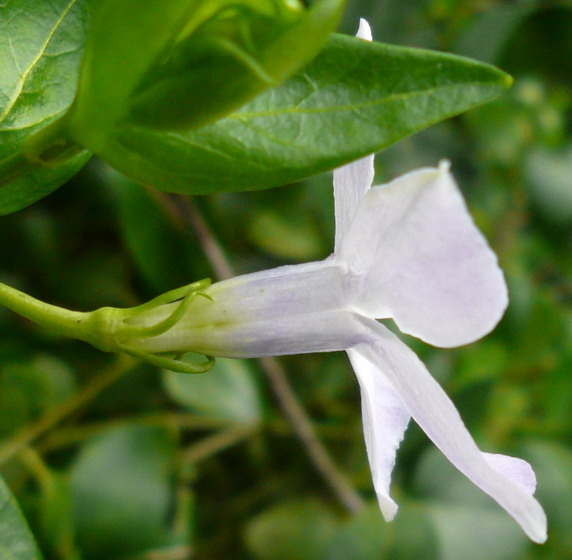
Els sèpals de la vincapervinca són glabres (sense pèls), cosa que ajuda a diferenciar-la de la Vinca major
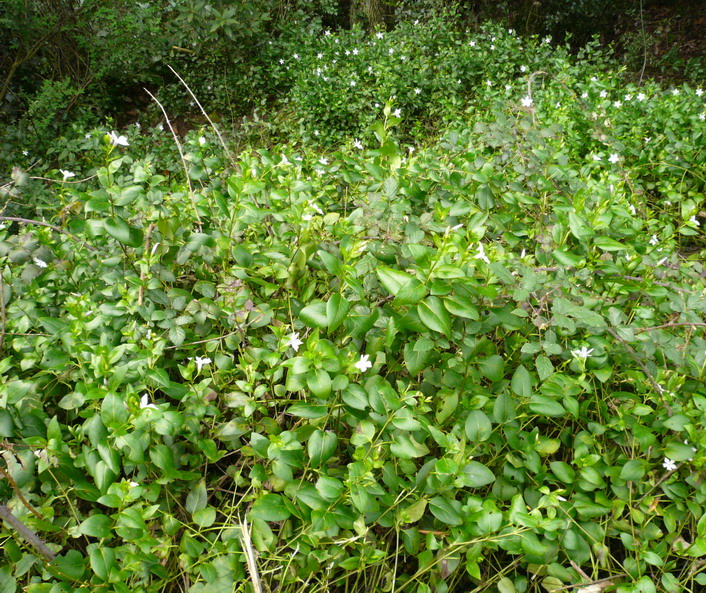
La vincapervinca fa poblaments vora els torrents, com aquest al torrent de la Budellera, a Collserola

### Vinca major
- La Vinca major o herba donzella [4] (per bé que aquest nom també es dona a les altres espècies autòctones del gènere)[5] es fa al voltant de la Mediterrània i s'estén fins al nord de la mar Negra.[1] A Catalunya, se'n troba de manera esporàdica en tot el territori (sobretot, a les contrades marítimes), en rambles i torrents, més o menys a l'ombra. També apareix cap al sud del País Valencià, però manca a les Balears, on només se'n troba conreada com a ornamental.[2][3] Com que es conrea sovint per la grandària de les flors, sol trobar-se'n vora les urbanitzacions més o menys naturalitzada.

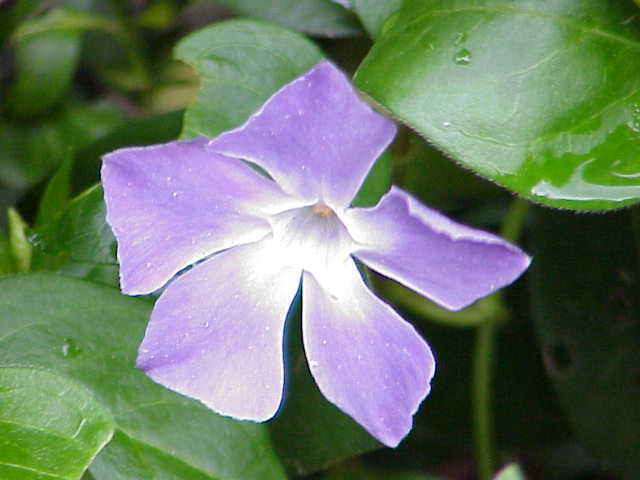
Flor de vinca major
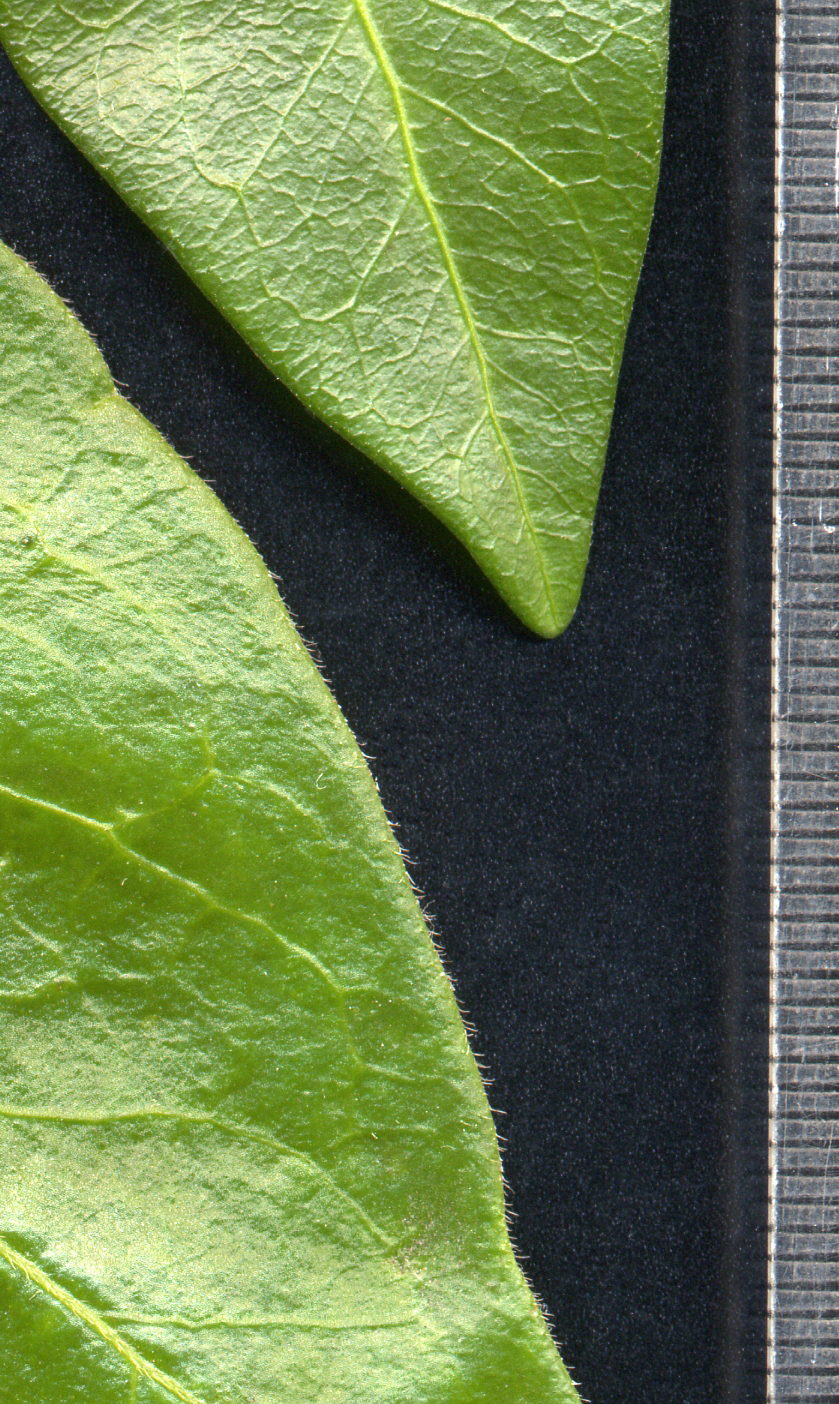
Fulles de v. minor (dalt) i v. major (baix). La Vinca major es distingeix, entre altres caràcters, per tenir les vores de la fulla i dels sèpals ciliats, o sigui, amb pèls (podeu clicar sobre la imatge per a ampliar-la); en canvi, v. minor i v. difformis no n'hi tenen.
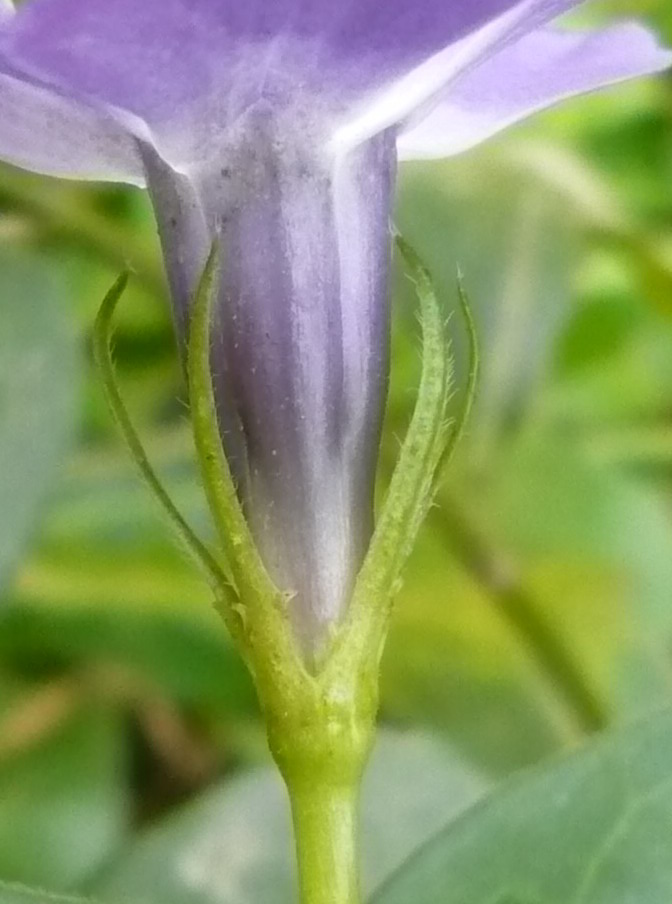
Les vores dels sèpals de V. major són ciliades com les de les fulles, com es pot veure en aquest exemplar fotografiat a Collserola

### Vinca minor
- Vinca minor, vinca petita o vincapervinca: amplament distribuïda per Europa.[1] A Catalunya és molt rara, però es troba en boscos caducifolis humits entre els 500 i els 1.250 m al Pirineu, Catalunya central i nord de les serralades litorals. Manca al País Valencià i les Illes.[2]

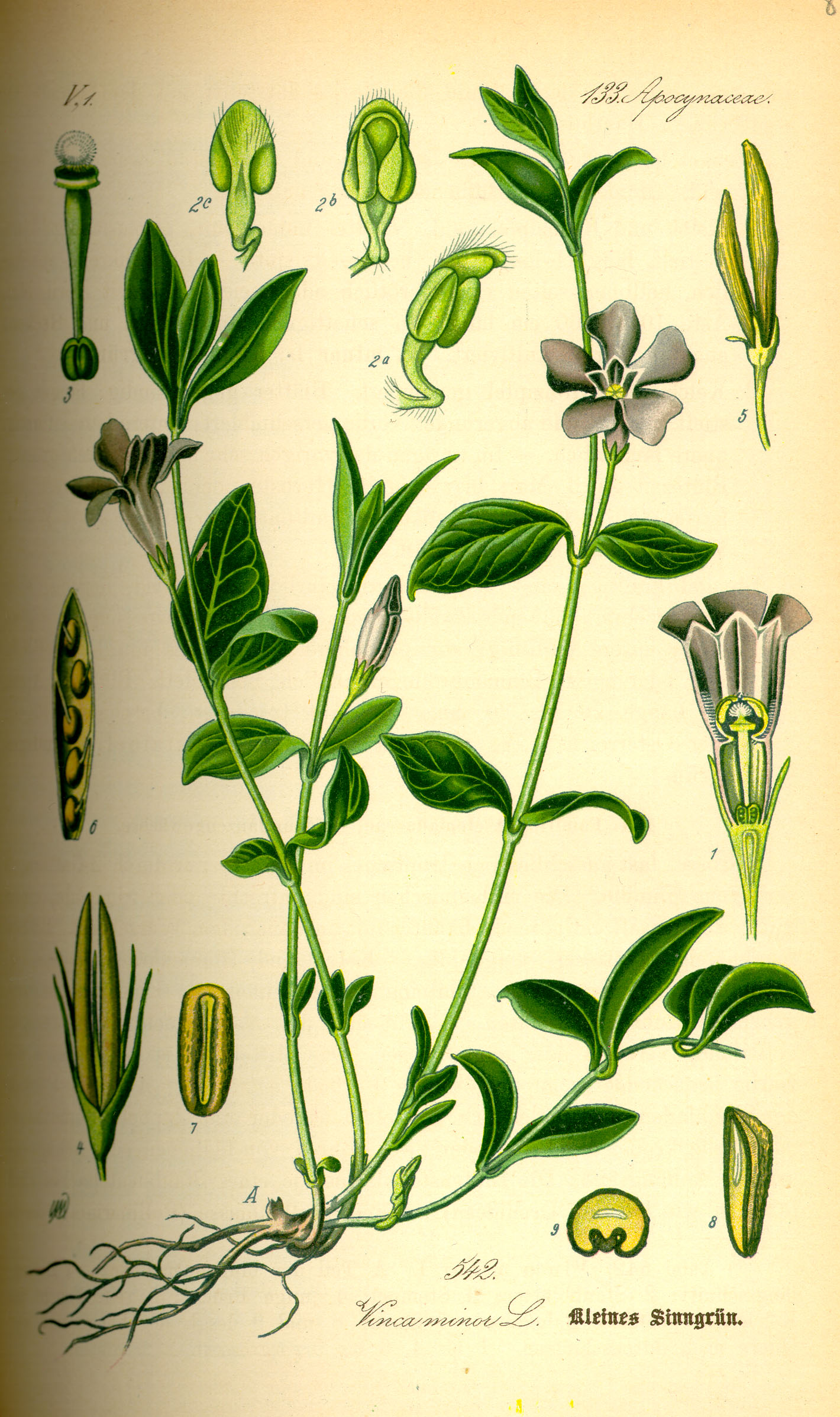
Vinca minor
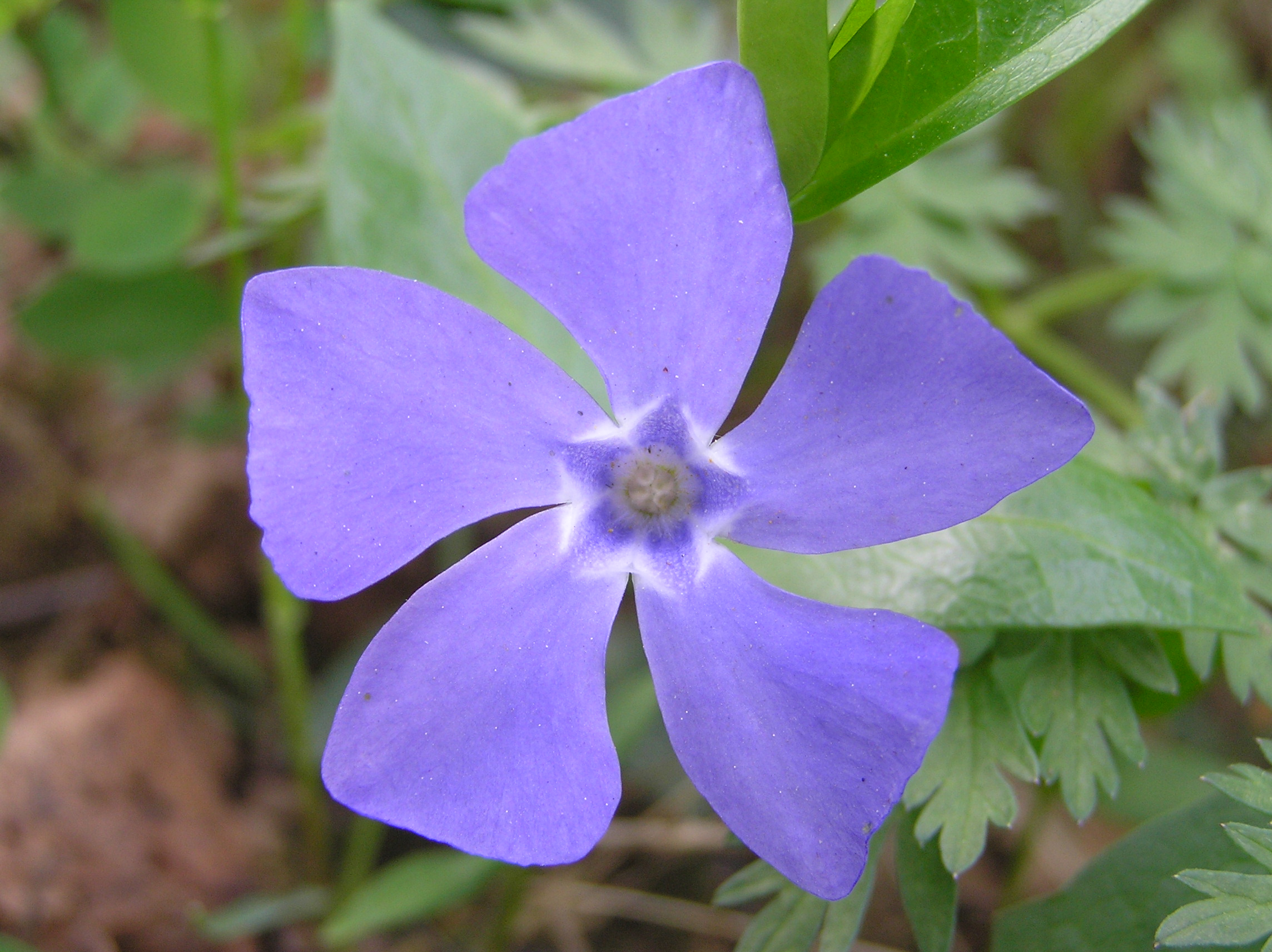
Vinca petita a Białowieża (Polònia) al mes de maig. Es pot apreciar molt bé l'asimetria dels pètals
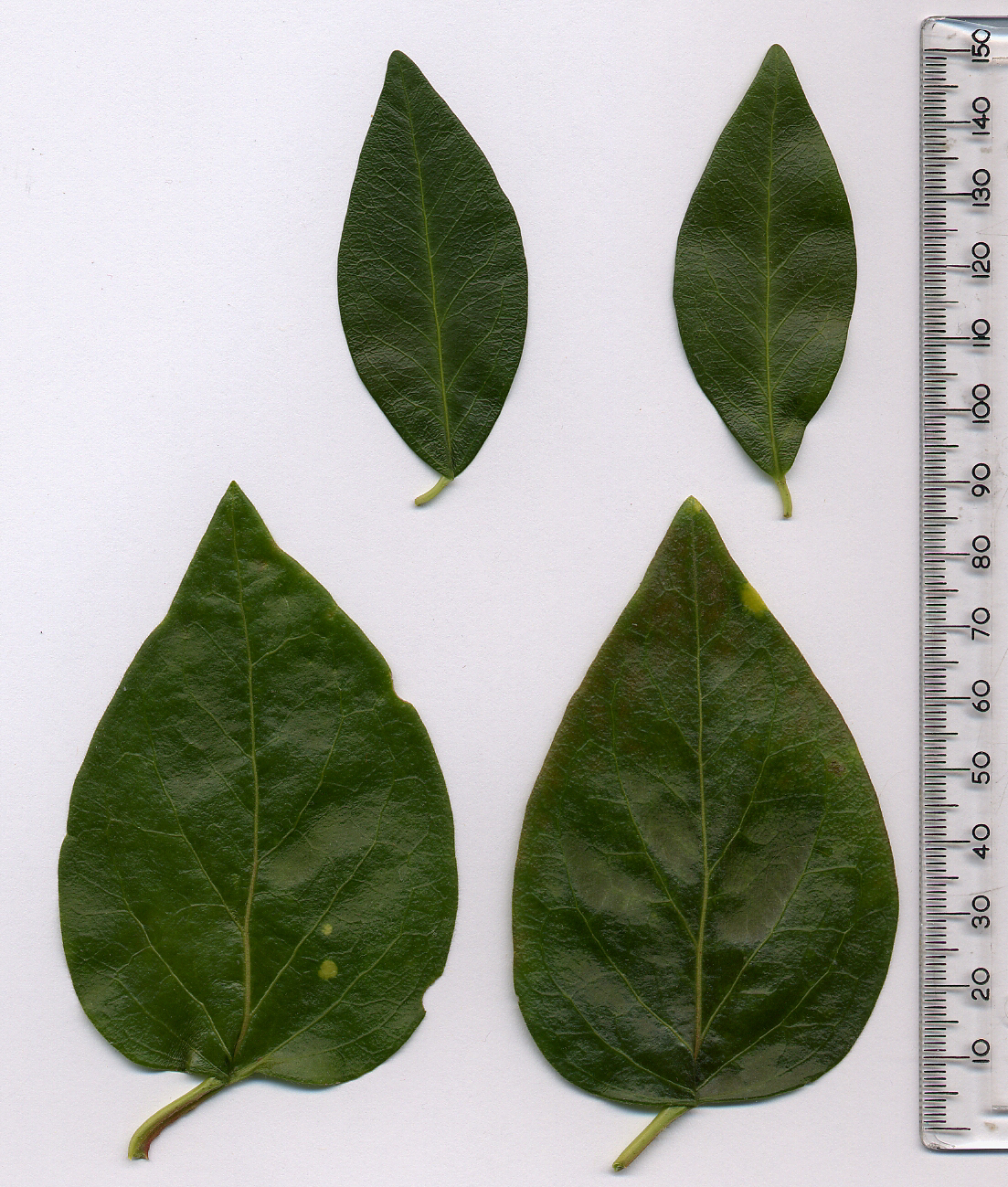
Fulles de Vinca minor (a dalt) i de Vinca major (a baix), on es pot apreciar la diferència entre la base atasconada característica de les de v. minor i la base arrodonida de les de v. major